# Langitanais magnus
Langitanais magnus is een naaldkreeftjessoort uit de familie van de Tanaidae. De wetenschappelijke naam van de soort is voor het eerst geldig gepubliceerd in 1978 door Sueo M. Shiino.